# Totenburg (Denkmal)
Totenburgen waren ein bestimmter Typ von Kriegerehrendenkmälern in monumentalem Stil, die besonders während der Zeit des Nationalsozialismus geplant und errichtet wurden.

## Geschichte

### Vorgeschichte
Nach dem Ersten Weltkrieg (1914–1918) wurde im Jahre 1919 der Volksbund Deutsche Kriegsgräberfürsorge (VDK) gegründet, dessen selbsterklärte Aufgabe auch die Ehrung der gefallenen Soldaten mittels Kriegerdenkmalen (oft synonym „Ehrenmal“ genannt) umfasste. Unter der Leitung des Architekten Robert Tischler plante diese Organisation zuerst im Jahre 1929/30 die Errichtung einer großen Gedenkstätte in Bitola im damaligen Jugoslawien. In den Jahren 1924 bis 1927 war das monumentale Tannenberg-Denkmal bei Hohenstein in Ostpreußen errichtet worden.

### Zeit des Nationalsozialismus
Das Bauwerk in Bitol wurde von 1935 bis 1937 errichtet. Es bestand aus einer kubischen Ehrenhalle mit schmalen Portal, das mit einem Bronzetor versehen war. Im Zentrum des Innenhofes, der mit einer 2,50 Meter hohen Bruchsteinmauer umgeben war, waren 3000 Gefallene des Weltkrieges bestattet. Dieses Bauwerk wurde 1936 erstmals als „Totenburg“ bezeichnet.
Weitere derartige Denkmäler mit monumentalen Charakter waren das Ehrenmal Annaberg bei St. Annaberg (Schlesien), das Schlesier-Ehrenmal in Waldenburg (Schlesien) sowie entsprechende Bauwerke in Petrisoru (Rumänien), Quero, Tolmein (Slowenien), Pinzano oberhalb der Ponte di Pinzano, auf dem Pordoipass sowie in Gradsko (heute Nordmazedonien).
Im Jahre 1941 ernannte Adolf Hitler den bekannten und renommierten Architekten Wilhelm Kreis (1873–1955) zum „Generalbaurat für die Gestaltung der deutschen Kriegerfriedhöfe“. Kreis hatte bereits vor dem Ersten Weltkrieg große Gedenkstätten entworfen und errichtet, so zum Beispiel das Burschenschaftsdenkmal bei Eisenach (1900–1902) sowie viele Bismarcktürme. Die Denkmäler bei Annaberg und Bitola hatten seine Zustimmung gefunden; er plante die Gedenkstätten in ebendiesem Stil. Die Denkmäler sollten in allen Ländern errichtet werden, in denen die deutsche Wehrmacht während des Zweiten Weltkrieges (1939–1945) kämpfte. So entstanden zahlreiche Planungen für Bauwerke bei Warschau, bei Narvik, am Olymp (Griechenland) und in Nordafrika. Der größte und bekannteste Entwurf betraf die Errichtung eines Kriegerdenkmals am Dnepr (Ukraine), welches einen Durchmesser von 280 Metern und eine Höhe von 130 Metern erreichen und etruskische Züge tragen sollte. Stilistisch benutzte Kreis oft einige seiner älteren Entwürfe aus der Zeit vor 1914, in die er architektonische Anleihen aus allen möglichen Epochen einfließen ließ, die ihm geeignet erschienen. Einzig der Gesamteindruck zählte. Als eine bestimmte Kontinuität lässt sich feststellen, dass besonders oft auf das Vorbild der Stauferburg Castel del Monte  zurückgegriffen wurde. Für das Denkmal in Nordafrika griff er eher auf das Motiv eines ägyptischen Tempels zurück. 

### Nach 1945

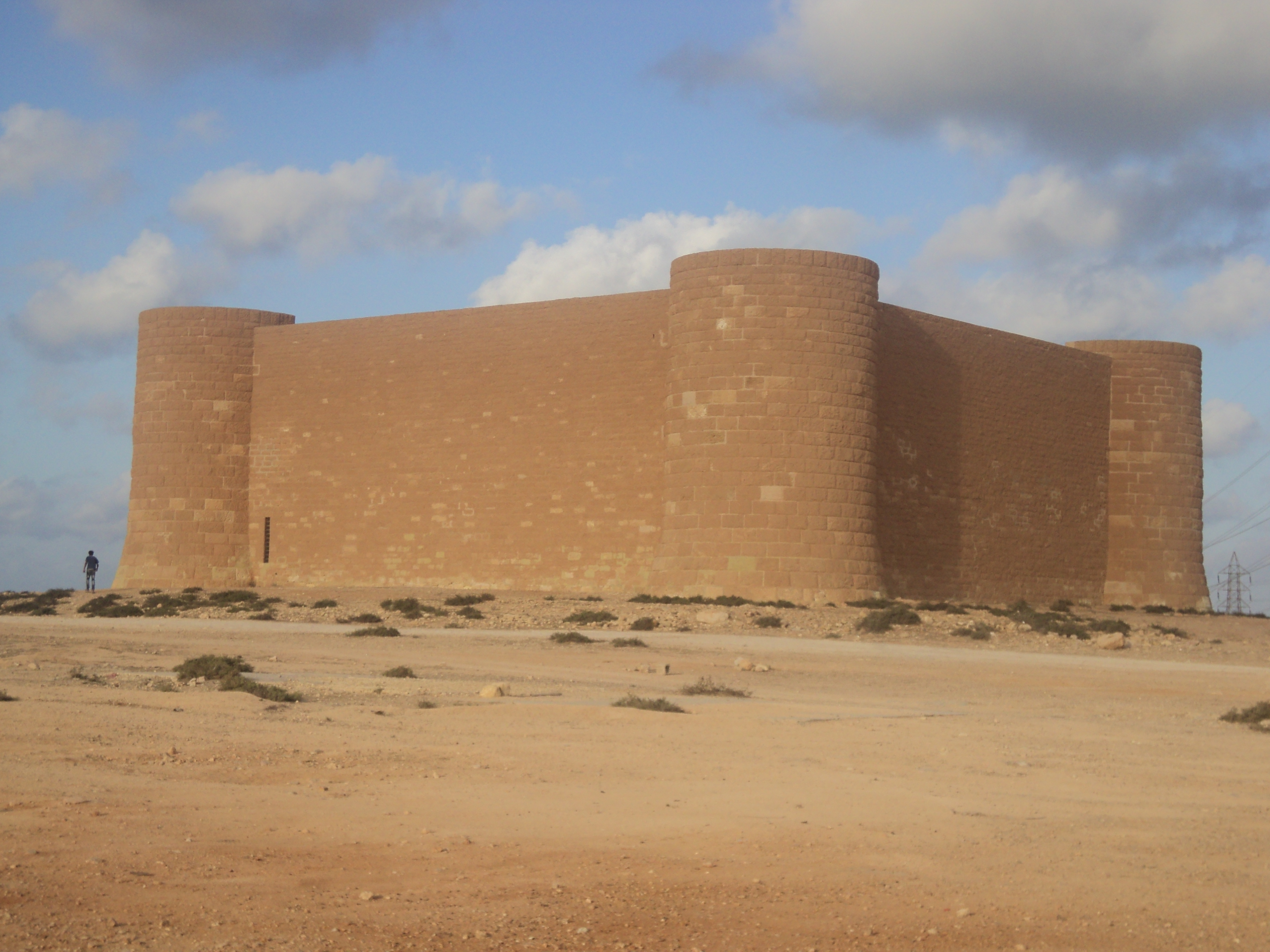
Deutsche Kriegsgräberstätte Tobruk

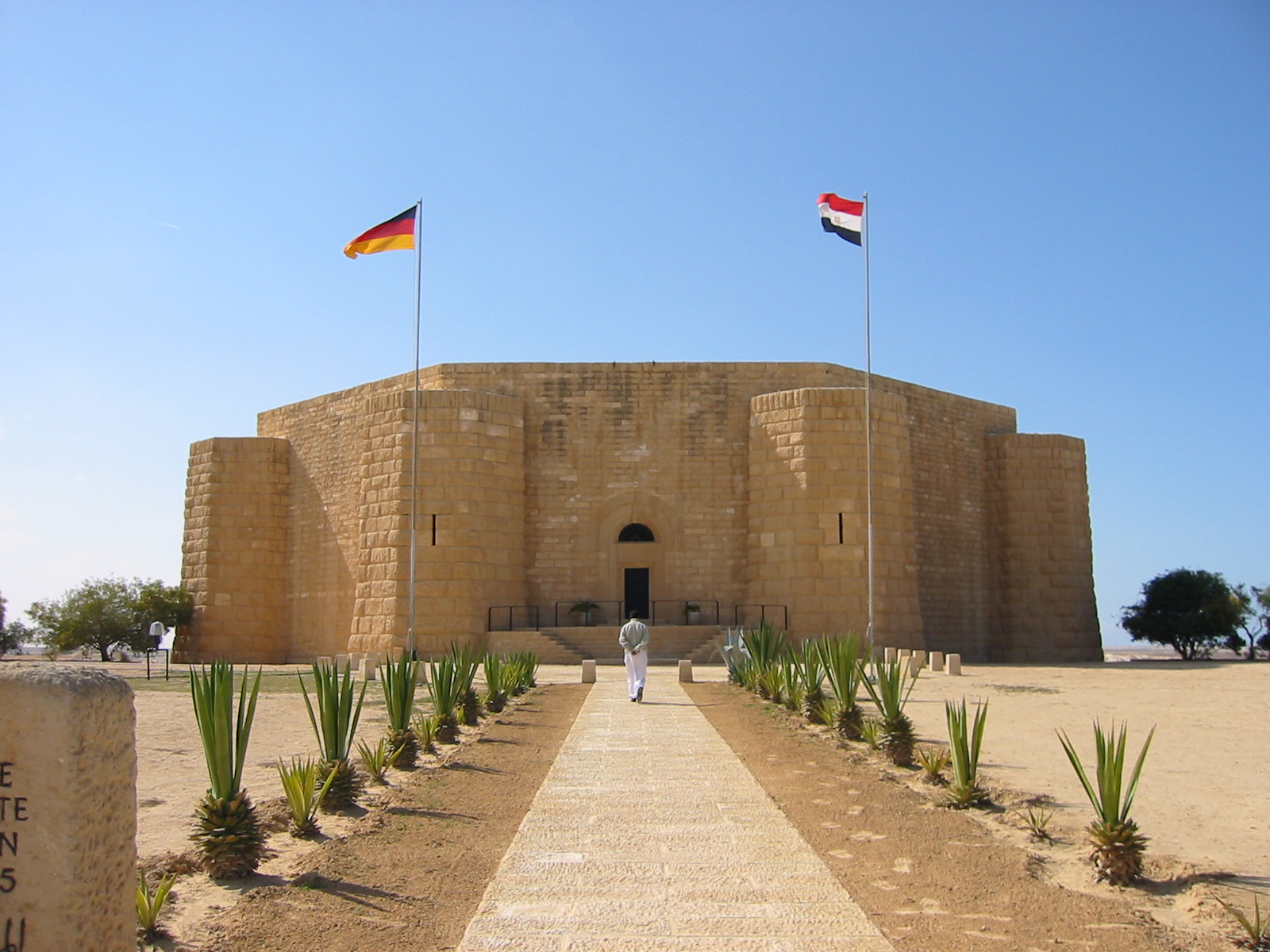
Deutsche Kriegsgräberstätte bei El Alamein

Kreis stellte in einer Werkschau im Jahre 1953 auch seine Entwürfe zu den Bauten am Dnepr und Nordafrika aus. Zu dieser Zeit wurde die Bezeichnung „Totenburgen“ geläufig, die von Kreis selbst und in den Fachzeitschriften immer „Ehrenmale“, „Kriegerdenkmäler“ oder „Totenmale“ genannt worden waren.
In Libyen ließ der VDK 1955 die Kriegsgräberstätte Tobruk errichten. 1959 folgte die Deutsche Kriegsgräberstätte El Alamein in Ägypten, zum Gedenken an die Gefallenen des Afrikafeldzuges, nach einem Entwurf Robert Tischlers. Der Bau auf dem Pordoi-Pass wurde 1959 nachträglich eingeweiht.

## Bewertung
Der Architekturhistoriker Winfried Nerdinger (* 1944) nannte die „Totenburgen“ die „grauenhaftesten Planungen in der Architektur des 20. Jahrhunderts.“